# Курихара (город)
Курихара (яп. 栗原市 Курихара-си) — город в Японии, находящийся в префектуре Мияги. Площадь города составляет 804,93 км², население — 73 071 человек (31 июля 2014), плотность населения — 90,78 чел./км².

## Географическое положение
Город расположен на острове Хонсю в префектуре Мияги региона Тохоку. С ним граничат города Осаки, Томе, Юдзава, Итиносеки и село Хигасинарусе.

## Население
Население города составляет 73 071 человек (31 июля 2014), а плотность — 90,78 чел./км². Изменение численности населения с 1980 по 2005 годы:
| 1980 | 95 801 чел. |  |
| 1985 | 95 042 чел. |  |
| 1990 | 91 852 чел. |  |
| 1995 | 88 552 чел. |  |
| 2000 | 84 947 чел. |  |
| 2005 | 80 248 чел. |  |

## Символика
Деревом города считается Benthamidia japonica, цветком — Hemerocallis dumortieri.

## Города-побратимы
- Акируно, Япония (1985)